# Oscar Lewicki
Oscar Lewicki (Malmö, 14 de julho de 1992) é um futebolista sueco que atua como volante. Atualmente defende o Malmö FF.

## Carreira
Oscar Lewicki fez parte do elenco da Seleção Sueca de Futebol da Eurocopa de 2016.

## Títulos
Suécia
- Campeonato Europeu Sub-21: 2015

### Prêmios individuais
- Equipe do torneio do Campeonato Europeu Sub-21 de 2015[2]